# 上村貢聖
上村 貢聖（かみむら こうせい、1956年2月21日 - ）はニッポン放送報道スポーツコンテンツセンター記者兼解説委員、元アナウンサー。

## 来歴
青森県三戸郡出身。生まれて間もない頃に一家は同県八戸市に転居。青森県立八戸高等学校から早稲田大学教育学部に進学し、大学時代はアナウンス研究会に所属。大学卒業後の1979年4月にニッポン放送入社。
入社3年目の1981年7月に糸居五郎から『オールナイトニッポン』月曜第二部のパーソナリティを引き継ぐ。中島みゆき著「伝われ、愛―月曜のスタジオから」に実名で登場する。
1990年代中にはアナウンサーから編成部プロデューサーに異動、『高嶋ひでたけのお早よう!中年探偵団』、『加トちゃんのラジオでチャッ!チャッ!チャッ!』などのプロデューサーを務めた。
その後、制作部アナウンサールーム長を務め、2005年1月付人事にて報道局報道部長、2009年6月人事にて報道部解説委員に就任。
2016年、定年後も嘱託としてニュースを読み続けている。
妹が居る。オールナイトニッポン2部パーソナリティになった当時の1981年、自分の容姿について「小野寺昭と角川春樹を足して2で割った感じ」と話していたことがある。

## 出演番組

### 現在
- 垣花正 あなたとハッピー!※月、火曜10時台
- 高田文夫のラジオビバリー昼ズ※月、火曜
- オールナイトニッポン MUSIC10※月曜
- 上柳昌彦 あさぼらけ※火曜

### 過去
- 上村貢聖のオールナイトニッポン - 1981年7月 - 1982年9月
- 週刊ラジオアニメック - 1982年10月 - 1983年9月
- モアモア歌謡センター（初代司会者） - 1983年4月 - 1983年9月
- NISSANナマ生ステーション・全国一斉たまげたドン! - 1984年10月 - 1985年3月
- 祝賀御列の儀 実況生中継（青山一丁目交差点地点 リポーター） - 2019年11月10日
- 以下、ニュースデスクでの出演
  - 松本ひでお 情報発見 ココだけ
  - 〜今日も一日〜 Good Job ニッポン
  - 山口良一 今日もいきいきあさ活ニッポン
  - 上柳昌彦 ごごばん!
  - 今夜もオトパラ!
  - ザ・ボイス そこまで言うか!※月、火曜
  - 高嶋ひでたけのあさラジ!
  - 土屋礼央 レオなるど
  - 草野満代 夕暮れWONDER4※月、火曜